# عروس سنگ افغانی
عروس سنگ افغانی (نام علمی: Dionysia afghanica) نام یک گونه از سرده عروس سنگ است.

## نگارخانه

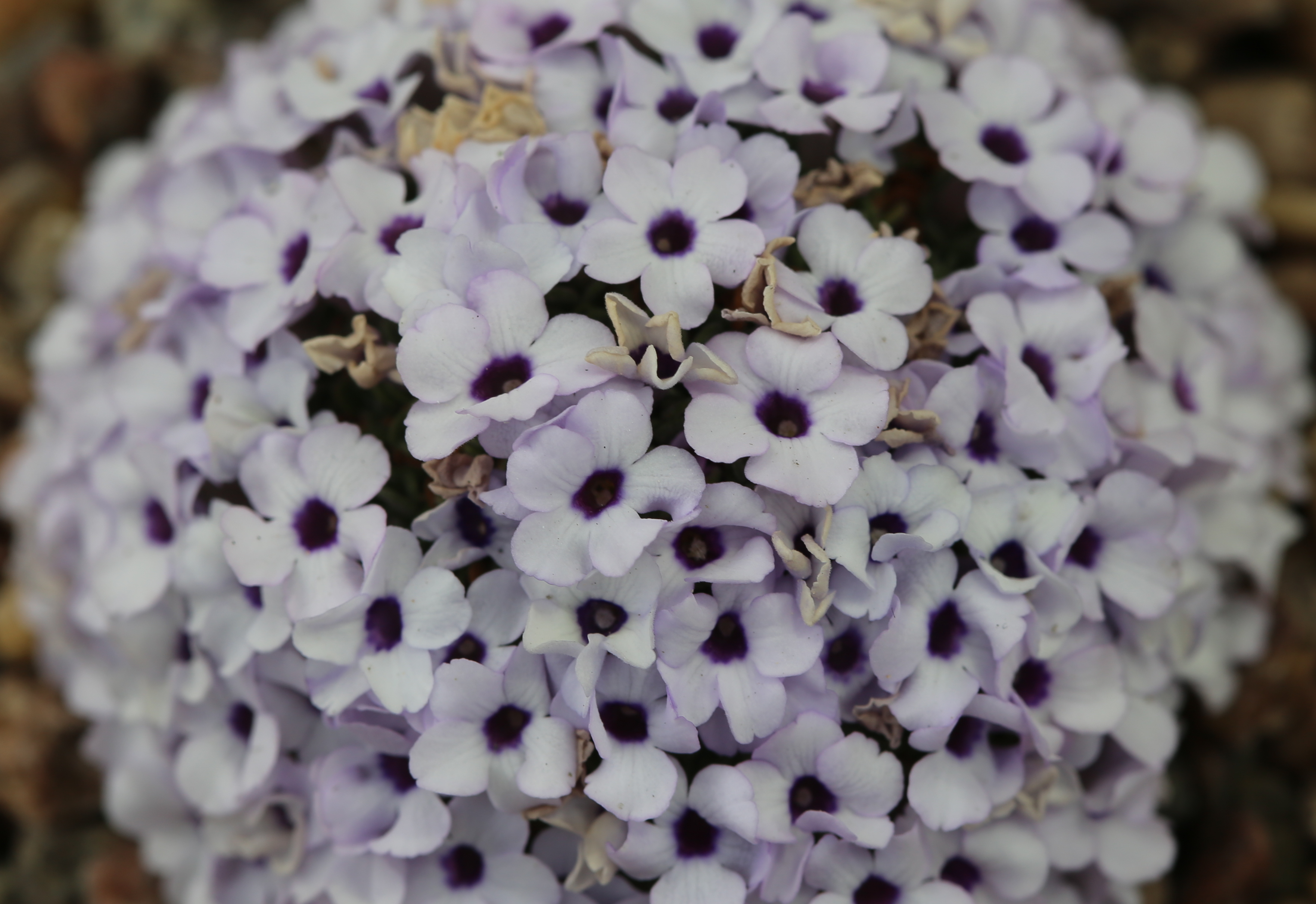
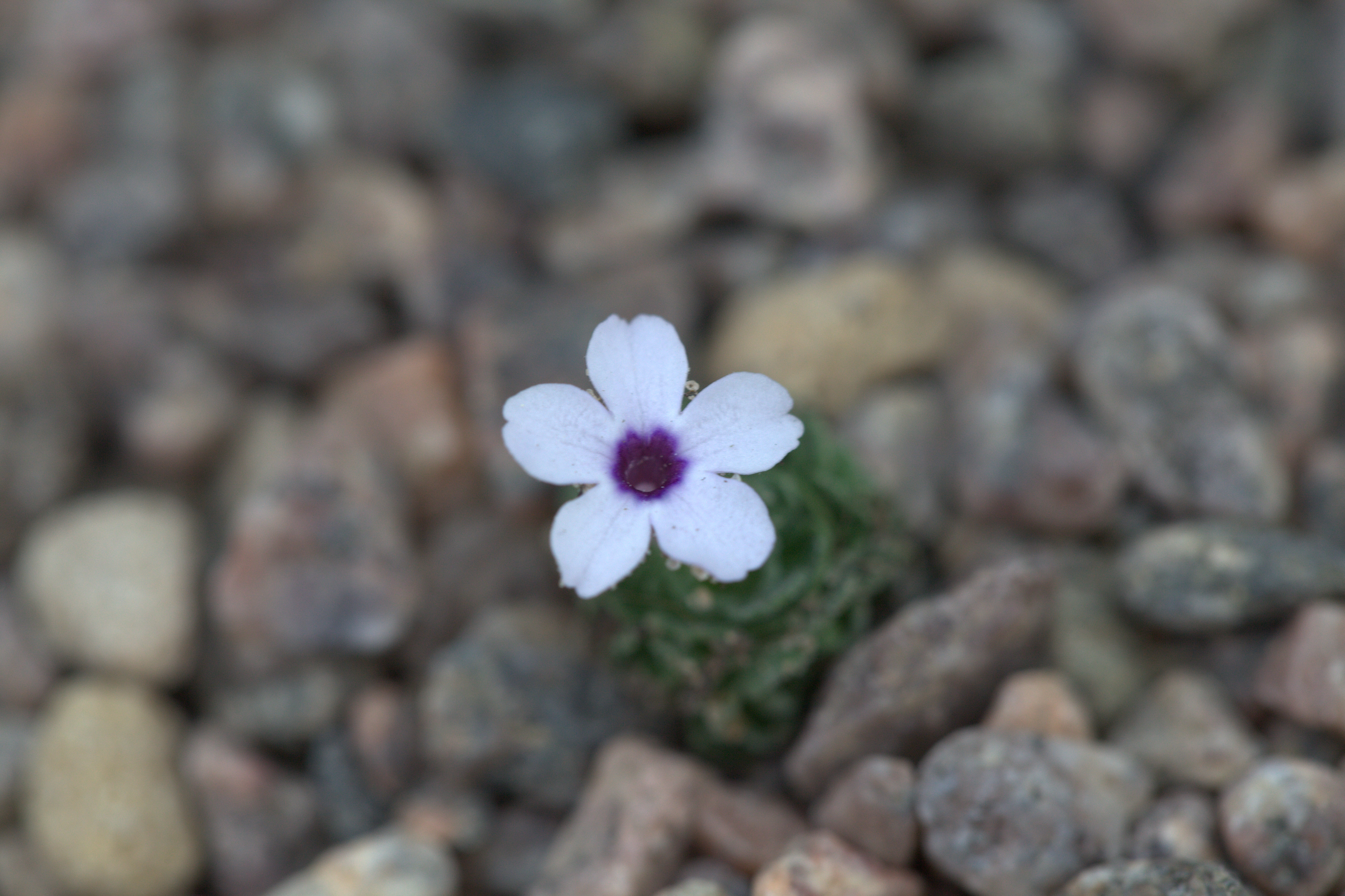
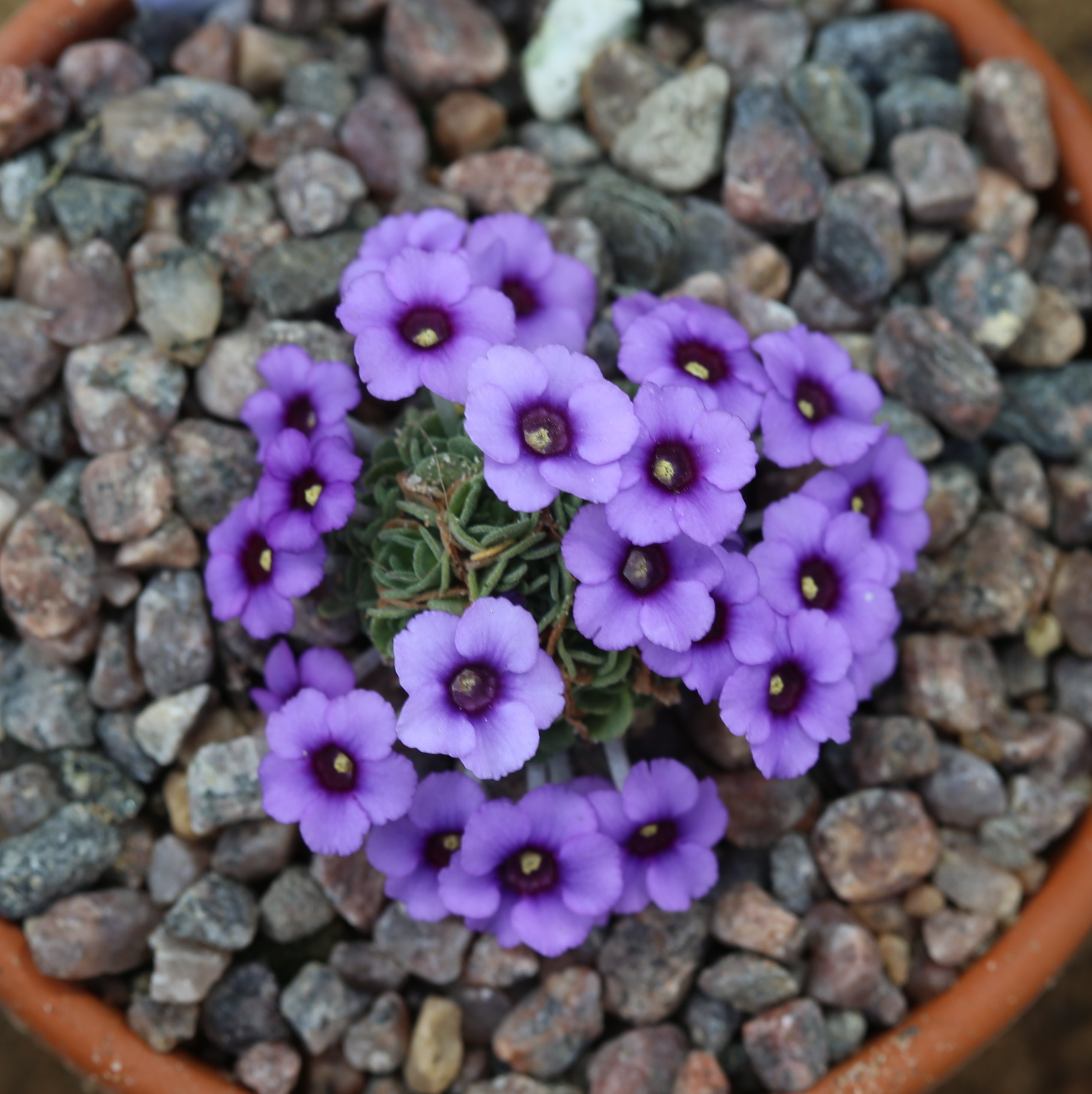